# Alice Constance Austin
Alice Constance Austin (Chicago, Illinois, 24 de marzo de 1862-Inglewood, California, 17 de diciembre de 1955) es una arquitecta estadounidense que planificó la colonia Llano del Río, una de las primeras propuestas urbanas realizadas por una mujer.

## Primeros años
Sus padres fueron Joseph B. y Sarah L. Austin. Si bien no tuvo educación formal, es considerada arquitecta, urbanista y diseñadora. Sus ideas arquitectónicas tenían un correlato con el feminismo radical y con el socialismo, a los cuales adhería fervientemente.

## Trayectoria
Su proyecto más importante fue la planificación de la colonia Llano del Río (1914), en el Valle del Antílope, al norte de Los Ángeles, California. Este trabajo influenció el diseño de las ciudades y la planificación urbana, aunque nunca llegó a completarse del todo debido a la falta de capital, los problemas que se generaron entre los propios pobladores y a la escasez de agua en la región. La colonia fue abandonada en 1918.
El encargo de Llano de Río llegó a Austin a través del abogado socialista Job Harriman quien se había presentado para la intendencia de Los Ángeles y perdió las elecciones. Fue entonces cuando comenzó construir su sueño de crear una colonia cooperativa en esas tierras desérticas y entusiasmó a Austin con su iniciativa. Sus conceptos feministas complementaron en gran medida las ideas socialistas de Harriman: ambos buscaban la igualdad social dentro de una sociedad netamente patriarcal. Imaginaron una ciudad circular completa con escuelas, edificios administrativos, iglesias y hasta restaurantes. La mirada innovadora y feminista de Austin se reflejó en el diseño del plan maestro que incluía un sistema de túneles subterráneos para acceder a los servicios comunes como la lavandería, la asistencia de salud, un servicio de cocina y entrega de comida y el transporte de suministros y mercaderías. El diseño de las viviendas apuntó a ahorrar y facilitar la tarea doméstica de las mujeres. Las kitchenless house (casas sin cocina) -se abastecían a través de estas cocinas comunitarias subterráneas-, el diseño de muebles prácticos y funcionales empotrados en las paredes, camas plegables y la calefacción por piso radiante con cerámicas en lugar de alfombras eran propuestas de Austin revolucionarias para aquellos años. Estaba convencida de que si las actividades domésticas y familiares de las mujeres se reducían, organizaban y facilitaban, éstas tendrían la posibilidad de entrar plenamente en la esfera pública.
Si bien Llano del Río fue un caso exitoso de socialismo americano, de alguna manera fracasó como una comunidad igualitaria y libre de racismo. Las convocatorias que se realizaban para reclutar nuevos pobladores transmitían un mensaje genuinamente socialista: “Una puerta de entrada a la libertad a través de la acción cooperativa”. Pero al mismo tiempo aclaraban que quedaban excluidos “los negros, hindúes, mongoles y malayos” por no considerar conveniente la mezcla de razas. Esto en tiempos en que muchas personas y familias de diversos orígenes raciales buscaban un destino lejos de las grandes ciudades interesadas en formar parte de estas nuevas comunidades. Por otra parte, la organización social de la comunidad sufrió complicaciones a medida que se poblaba. Pandillas, luchas de poder, reuniones secretas, los ataques a Harriman de medios poderosos como The Times y la Primera Guerra Mundial que se llevó a la mayoría de la población masculina, sumado a la falta de capital y de agua, hicieron que el proyecto llegara a su fin solo cuatro años después de haber comenzado.
Sus esfuerzos por incorporar sus ideas feministas en la historia de la planificación de la ciudad no fueron en vano. Su trabajo influyó en la evolución de temas fundamentales como el salario mínimo, la seguridad social, la vivienda social para mujeres en situación de calle, el bienestar y la asistencia sanitaria universal.

## Publicaciones
En 1935, veinte años después de la experiencia en Llano del Río, Austin publicó su libro El Próximo Paso, cómo planificar para belleza, el confort, y la paz, con grandes ahorros obtenidos por la reducción de residuos. Allí escribió sobre las dificultades que tuvo con el proyecto Llano del Río, y algunas de otras ideas sobre la planificación.